# 勞民國

圖出自《古今圖書集成·方輿彙編·邊裔典·第四十二卷》

勞民國，又稱作教民，是《淮南子》所記海外三十六國之一，位於毛民國的北方。其民稱作勞民，以食用果草實維生，身邊有一隻兩頭鳥作伴，其人特徵為手足面部皆黑。
在《山海經·海外東經》中有所記載。在《鏡花緣》裡曾出現過。